# EUPHORIA (cuneのアルバム)
『EUPHORIA』（ユーフォリア）はcuneの4枚目のアルバム。

## 概要
- 2枚目のミニ・アルバム。
- ライブ・アルバム「HORIZON」と同時発売。
- DVD付初回限定盤と通常盤の2形態で発売。

## 収録曲
出典：タワーレコード
特記除く 全作詞・作曲:小林亮三、全編曲:cune
1. Blue Jeans (5:18)
2. 風-the wind talk to you- (4:59)
3. TNSF (2:55)
  - 作詞:小林亮三・中村泰造
  - 作曲:中村泰造
4. 街-just like a boy- (4:21)
5. Twinkle Twinkle (3:30)
  - 作曲:小林亮三・生熊耕治
6. ユーフォリア (5:18)

DVD
1. 風-the wind talk to you-
2. 街-just like a boy-
3. イナズマ
4. ホライズン